# Flaga Transwalu
Flaga Transwalu składała się z trzech poziomych pasów równej szerokości, od góry były to kolory czerwień, biel i błękit. Od strony drzewcowej znajdował się natomiast zielony, pionowy pas o szerokości równej 25% dłuższego boku flagi.
Flaga była nazywana Vierkleur – cztery kolory.
W latach 1856–1857 oraz 1874–1875 używana była przejściowo inna flaga, tzw. Voortrekkervlag.
W latach 1928–1994 flaga Transwalu znajdowała się na środkowym, białym pasie flagi Związku Południowej Afryki, a potem Republiki Południowej Afryki.